# ناوهيرو إيشيكاوا
ناوهيرو إيشيكاوا (石川直宏) (ولد 12 مايو 1981) هو لاعب كرة قدم ياباني، شارك في دورة الألعاب الاولمبية الصيفية عام 2004 في اليونان.

## روابط خارجية
- ناوهيرو إيشيكاوا على موقع الاتحاد الدولي (مؤرشف)  (الإنجليزية)
- ناوهيرو إيشيكاوا على موقع رابطة كرة القدم اليابانية للمحترفين (اليابانية)
- ناوهيرو إيشيكاوا على موقع إي إس بي إن إف سي (الإنجليزية)
- ناوهيرو إيشيكاوا على موقع قاعدة بيانات كرة القدم.إي يو (الإنجليزية)
- ناوهيرو إيشيكاوا على موقع ناشيونال فوتبول تيمز (الإنجليزية)
- ناوهيرو إيشيكاوا على موقع Soccerway.com (الإنجليزية)
- ناوهيرو إيشيكاوا على موقع عالم كرة القدم.نت (الإنجليزية)
- ناوهيرو إيشيكاوا على موقع أوليمبيديا (الإنجليزية)

1. ↑  ناوهيرو إيشيكاوا على فرق كرة القدم الوطنية.كوم
2. ↑  "Stats Centre: Naohiro Ishikawa Facts". الجارديان دوت كوم. مؤرشف من الأصل في 2014-01-10. اطلع عليه بتاريخ 2009-06-13.